# 戦国絵札遊戯 不如帰 大乱
『戦国絵札遊戯 不如帰 大乱』（せんごくえふだゆうぎ ほととぎす たいらん）は、アイレムソフトウェアエンジニアリングより2010年9月9日に発売されたPlayStation Portable用ゲームソフト。『戦国絵札遊戯 不如帰 -HOTOTOGISU- 乱』の続編で、前作同様にトレーディングカードゲームとシミュレーションゲームを合わせた仕組みになっている。ゲームデザインは松尾悟郎。総勢50名以上のイラストレーターが600枚以上のカード（絵札）を担当している。
発売当初は予約特典があった。

## システム
「陣形」・「兵種」・「時間」・「天候」の他に、新規に「昇格カード」が追加された。
発売後に金森長近・三村鶴姫・那須資晴・波姫の追加ダウンロードカードが配信された。

### 通信対戦
無線LANで接続してマッチングと通信対戦に対応している。

## イラストレーター
新規イラストレーター
- 戸部淑
- 高田明美
- 瀬口たかひろ
- 後藤圭二
- KEI

前作より引き続き
- 一徳
- 緒方剛志
- 木村明広
- 寺田克也
- 成瀬ちさと
- 正子公也
- RARE ENGINE
- あづみ冬留
- 音楽ナスカ
- 陸原一樹
- 駒都えーじ
- 末弥純
- せんのあき
- 戸橋ことみ
- 灰原薬
- 原友和
- 藤真拓哉
- 夢路キリコ